# Anthropozoonose
Cet article court présente un sujet plus développé dans : Zoonose.
Une anthropozoonose (du grec anthropos = homme, zôon = animal, et nosos = maladie) est une maladie infectieuse qui se transmet naturellement des animaux à l'humain. C'est une hémizoonose. Ce terme est souvent regroupé avec celui décrivant la modalité réciproque de transmission (zooanthroponose) sous le terme de zoonose, qui désigne toute maladie ou infection qui se transmet naturellement des animaux à l'humain ou vice-versa.